# 小行星5255
小行星5255（英語：5255 Johnsophie）是一颗围绕太阳公转的小行星。1988年5月19日，埃莉諾·赫琳在帕洛马山发现了此天体。
这颗小行星的绝对星等为124.547699146644等。